# Хордаланн
Хо́рдаланно файле (норв. Hordaland, также транскрибируется на русский как Хурраланн, Хо́рдаланд  или Хурдаланд) — одна из норвежских губерний (фюльке). Расположен в центральной части Вестланна (Западной Норвегии), на побережье Атлантики. Административный центр — город Берген. Граничит с фюльке Согн-ог-Фьюране, Бускеруд, Телемарк и Ругаланд.

## География
Хордаланд своими очертаниями представляет полукруглую форму. Расположен на западном побережье Норвегии. В провинции расположено около половины национального парка Хардангер-фьорда. Местность известна водопадами, например Вёрингсфоссеном и Скрикйофоссеном, и ледниками.
Более 60 % жителей провинции живут в Бергене и его окрестностях.

## История
Провинция Хордаланн существует уже более тысячи лет. С VII века его площадь состояла из множества мелких графств. В начале XVI века, Норвегия была разделена на четыре лена. Бергенский лен с центром в Бергене, охватывал большую часть западной и северной Норвегии.
В 1662 годе лены были заменены на амты. Бергенский амт состоял из Хордаланда, Согн-ог-Фьюране, Тромса и Нурланна. В 1763 году амт был разделен на северную и южную части. В 1919 году появилось название Хордаланд.
Город Берген в 1831—1972 годах существовал как город-графство. В 1915 году, район Орстад был присоединён к Бергену. В 1972 году, соседние муниципальных образований Арна, Фана, Лаксерваг и Осане были присоединены к городу Берген. Позже Берген потерял свой статус графства, и стал частью графства Хордаланд.

## Административное деление
В 1837 году графства были разделены на местные административные единицы. В настоящее время в фюльке Хордаланд есть 33 коммуны.
| Коммуны Хордаланда | Коммуны Хордаланда | Коммуны Хордаланда |
| --- | --- | ------------------ |
| | |                    |
| 1. Аскёй 2. Эустеволл 3. Эустрхейм 4. Берген 5. Бёмлу 6. Эйдфьорд 7. Этне 8. Федье 9. Фитьяр 10. Фьелль 11. Фуса 12. Гранвин 13. Йондал 14. Квам 15. Квиннхерад 16. Линнос 17. Масфьорден | 1. Меланн 2. Мудален 3. Одда 4. Ус 5. Остерёй 6. Эйгарден 7. Радёй 8. Самнангер 9. Стур 10. Сунн 11. Свейу 12. Тюснес 13. Улленсванг 14. Ульвик 15. Ваксдал 16. Восс |                    |

### Районы
Хордаланд условно делится на несколько традиционных районов. Внутренние районы Хардангер и Восс и прибрежные районы Северный, Средний и Южный Хордаланд.

## Регионы-побратимы
Хордаланд имеет следующие официальные регионы-побратимы:
- Нижняя Нормандия, Франция
- Кардифф, Уэльс, Великобритания
- Каунас, Литва
- Оркнейские острова, Шотландия, Великобритания

## Галерея
- Панорама над островом Сотра.
- Высшая точка (1222 м) норвежской железнодорожной системы.